# Joachim Maier (Chemiker)
Joachim Maier (* 5. Mai 1955 in Neunkirchen (Saar)) ist emeritierter Direktor am Max-Planck-Institut für Festkörperforschung in Stuttgart und Wissenschaftliches Mitglied der Max-Planck-Gesellschaft.

## Leben und Wirken
Joachim Maier studierte Chemie in Saarbrücken, wo er in Physikalischer Chemie promovierte. Es folgte die Habilitation an der Eberhard Karls Universität Tübingen. Weitere Stationen der wissenschaftlichen Laufbahn waren die Max-Planck-Institute für Festkörperforschung und Metallforschung in Stuttgart sowie das Massachusetts Institute of Technology, wo er von 1988 bis 1996 auch lehrte. Auch angesichts prestigeträchtiger Rufe aus dem In- und Ausland entschied er sich für die Max-Planck-Gesellschaft. 1991 wurde er zum Wissenschaftlichen Mitglied, zum Direktor am Max-Planck-Institut für Festkörperforschung und zum Honorarprofessor an der Universität Stuttgart berufen. Joachim Maier lehrte und lehrt an den Universitäten Tübingen, Graz und Stuttgart sowie am Massachusetts Institute of Technology. 
Seine Forschungsschwerpunkte umfassen: die Physikalische Chemie des Festkörpers, Chemische Thermodynamik und Kinetik, Defektchemie und Transport im Festkörper, Ionenleiter und gemischte Leiter, Grenzflächen und Elektrochemie. In diesem Zusammenhang steht die Energieumwandlung und -speicherung im Vordergrund (Brennstoffzellen, Lithiumbatterien). Auf diesen Forschungsfeldern hat Joachim Maier mehr als 800 Publikationen in referierten Journalen verfasst/mitverfasst.
Ein originäres Forschungsgebiet des Arbeitskreises hat sich unter dem Namen „Nano-Ionik“ etabliert. Nano-Ionik befasst sich mit Ionentransport, Stöchiometrie und Reaktivität in mesoskopischen Systemen und ist gleichermaßen von Relevanz für Chemie, Physik und Biologie.
Maier ist Empfänger einer Reihe internationaler und nationaler Preise, darunter der Carl-Duisberg-Gedächtnispreis der Gesellschaft Deutscher Chemiker (1991), des Edward C. Henry Awards (2002, 2004, 2005), des Ross Coffin Purdy Award (2005) der American Ceramic Society und des Senior Scientist Award of the International Society of Solid State Ionics (2024). Er ist Mitglied der Deutschen Akademie der Technikwissenschaften (Acatech) und der Akademie der Wissenschaften und der Literatur Mainz. 2005 wurde er zum ordentlichen Mitglied der Academia Europaea gewählt und 2019 als Mitglied in die Nationale Akademie der Wissenschaften Leopoldina aufgenommen. Des Weiteren ist er Fellow der Royal Society of Chemistry, der Electrochemical Society und IUPAC Fellow. Er ist Herausgeber der Zeitschrift Solid State Ionics und Mitglied im Herausgebergremium weiterer wichtiger wissenschaftlicher Journale wie Physical Chemistry Chemical Physics und Advanced Functional Materials.